# Edda Ducci
Edda Ducci (Arezzo, 5 gennaio 1929 – Roma, 19 maggio 2007) è stata una filosofa italiana.

## Biografia
Ducci ha insegnato per quasi cinquant'anni discipline filosofiche e pedagogiche nelle università italiane (Bari, La Sapienza, Roma Tre, LUMSA), e per altrettanti anni ha pubblicato libri e articoli in volume e in rivista. Ha anche tradotto alcuni testi di Ferdinand Ebner dal tedesco e di san Tommaso d'Aquino dal latino.
La sua ricerca sulla filosofia dell'educazione si è ispirata a Platone, Sofocle, Aristotele, Kierkegaard, Buber e alla Pneumatologia della parola di Ebner.

## Opere
- La maieutica kierkegaardiana, Torino, 1967.
- Introduzione alla dottrina dell'intersoggettività, Bari, 1971.
- Pedagogia dell'intersoggettività, Bari, 1972.
- Essere e comunicare, Bari, 1974.
- L'uomo umano, Roma, 1979.
- La parola nell'uomo, Brescia, 1983.
- Approdi dell'umano, Roma, 1992.
- Libertà liberata, Roma, 1994.